# Anthony Smith (basket-ball)
Pour les articles homonymes, voir Anthony Smith et Smith.
Anthony Smith, né le 4 octobre 1986, à Oklahoma City, est un joueur américain de basket-ball. Il évolue aux postes d'arrière et d'ailier.